# U.S. National Championships 1891
Die 11. U.S. National Championships 1891 waren ein Tennis-Rasenplatzturnier der Klasse Grand Slam. Das Herrenturnier fand vom 22. bis 31. August 1891 im Newport Casino in Newport statt. Die Damen spielten vom 23. bis 27. Juni 1891 in Philadelphia.